# 吉沢海音
吉沢 海音（よしざわ みお）は、日本の子役タレント。

## 出演

### 子供番組
- いないいないばあっ! あつまれ!ワンワンわんだーらんど（2013年4月 - 2014年3月、NHK Eテレ）コロ役

### バラエティ
- なんちゃらのテンドン

### テレビドラマ
- 浪花少年探偵団（2012年7月2日 - 9月17日、TBS）
- ハンチョウ6 第6話（TBS）